# Diplacanthopoma japonicus
Diplacanthopoma japonicus is een straalvinnige vissensoort uit de familie van naaldvissen (Bythitidae). De wetenschappelijke naam van de soort is voor het eerst geldig gepubliceerd in 1887 door Steindachner & Döderlein.